# Елизабет от Бранденбург (1474 – 1507)
Елизабет фон Бранденбург (на немски: Elisabeth von Brandenburg) е принцеса от Бранденбург и чрез женитба графиня на Хенеберг.

## Биография
Родена е на 8 април 1474 година в Ансбах. Тя е дъщеря на курфюрст Алберт III Ахилес фон Бранденбург (1414 – 1486) от Хоенцолерните и втората му съпруга Анна Саксонска (1437 – 1512), дъщеря на курфюрст Фридрих II от Саксония.
Елизабет се омъжва на 23 октомври 1491 г. в Ашафенбург за граф Херман VIII фон Хенеберг-Ашах (1470 – 1535) от линията Ашах-Рьомхилд на Дом Хенеберг, след като още на 8 години е сгодена за него.
Умира на 25 април 1507 година в Рьомхилд, Херцогство Саксония-Рьомхилд, на 33-годишна възраст. Погребана е в манастирската църква в Рьомхилд.

## Деца
Елизабет има ot брака си децата:
- Георг III (1492 – 1536), граф на Хенеберг
- Елизабет, монахиня
- Бертхолд XVI (1497 – 1549), граф на Хенеберг-Рьомхилд

∞ 1529 графиня Анна фон Мансфелд († 1542)
- Фридрих III († 1501)
- Албрехт (1499 – 1549), граф на Хенеберг-Шварца

∞ 1537 графиня Катарина фон Щолберг (1514 – 1577)
- Аполония (* 1501)

∞ 1518 граф Готфрид Вернер фон Цимерн (1484 – 1554)
- Анна, монахиня
- Ото V († 1547), домхер в Страсбург
- Маргарета, монахиня